# Лајмен (Баден)
Лајмен (њем. Leimen) град је у њемачкој савезној држави Баден-Виртемберг. Једно је од 54 општинска средишта округа Рајн-Некар. Према процјени из 2010. у граду је живјело 26.988 становника. Посједује регионалну шифру (AGS) 8226041.

## Географски и демографски подаци
Лајмен се налази у савезној држави Баден-Виртемберг у округу Рајн-Некар. Град се налази на надморској висини од 118 метара. Површина општине износи 20,6 km². У самом граду је, према процјени из 2010. године, живјело 26.988 становника. Просјечна густина становништва износи 1.308 становника/km².

## Партнерски градови
- Мафра
- Tinqueux
- Tigy
- Серне ле Рем
- Castanheira de Pera